# 痛苦的中国人
《痛苦的中国人》（德語：Der Chinese des Schmerzes）是奥地利作家彼得·汉德克创作的小说，小说包含《观察者分心》、《观察者介入》、《观察者寻求一名证人》及尾声四节。